# Османська мініатюра

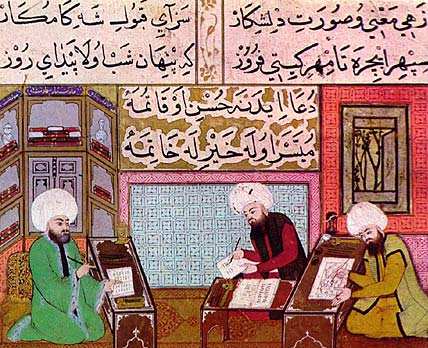
Художники за працею (1595—1603)

Османська мініатюра (іноді звана турецькою мініатюрою; тур. Osmanlı minyatür sanatı) — форма мистецтва в Османській імперії, яка може бути пов'язана з перською мініатюрною традицією, а також із китайським художнім впливом. Вона була частиною книжкового мистецтва Османської імперії: разом з ілюмінацією (tezhip), каліграфією (hat), мармуровим папером (ebru) і палітуркою (cilt). Слова taswir або nakish використовувалися при позначенні мініатюрного живопису у самій Османській Туреччині. Студії, в яких працювали художники, називалися «наккашане»   .

## Створення

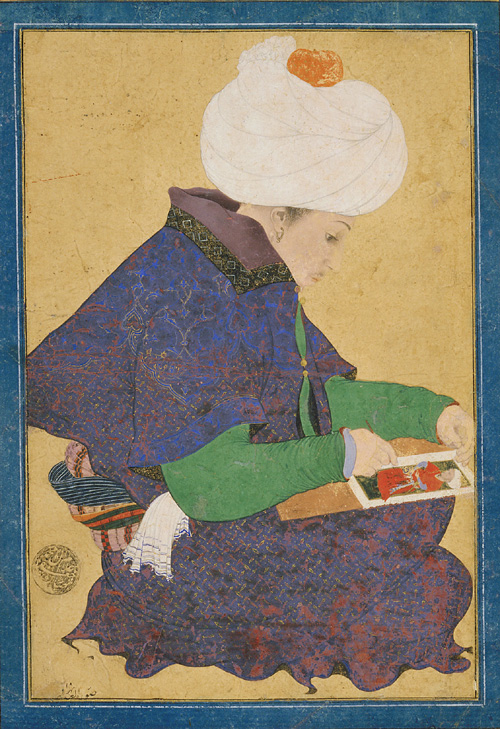
Портрет художника періоду правління Мехмеда II

Самі мініатюри зазвичай не підписувалися авторами, що, можливо, було пов'язано з «відмовою від індивідуалізму» або було наслідком того, що роботи створювалися не однією людиною. За традицією головний художник розробив композицію (сцену) мініатюри, а його учні та підмайстри промальовували контури (які називалися «Тахрір») чорними або кольоровими чорнилами, а потім — малювали саму мініатюру, не створюючи ілюзії третього виміру (перспективи). У деяких рукописах сучасними дослідниками виявлені імена і навіть зображення головних художників, але, найчастіше, зображувався писар, який працював над текстом.
Розуміння перспективи в османській мініатюрі було відмінним від такого ж у «сусідньому» європейському живопису епохи Відродження: зображена сцена часто включала різні часові періоди у рамках одного зображення. Мініатюри охайно слідували за контекстом книги, у яку вони були включені, нагадуючи більш сучасні ілюстрації, ніж «автономні» твори мистецтва.
Фарби для кольорових мініатюр отримували з порошкових пігментів, змішаних із яєчним білком, а пізніше — із розведеним гуміарабіком. Отримані таким чином кольори були яскравими. Контрастні кольори ще більше підкреслювали цю якість. Найчастіше використовували в османських мініатюрах яскраво-червоні квіти, пурпурові, зелені та різні відтінки синіх.
Світогляд, що лежить в основі османського мініатюрного живопису, також відрізнявся від світогляду європейської ренесансної традиції: художники в основному не прагнули зображати людей, тварин або неживі предмети реалістично, хоча зростаючий реалізм все ж проявляється у працях, починаючи з кінця XVI століття. Оттоманські художники у своїх роботах ніби натякали на нескінченну і трансцендентну реальність (тобто на Аллаха — згідно пантеїстичної точки зору, властивої суфізму), у результаті чого виходили стилізовані і абстрактні зображення.

## Історія і розвиток

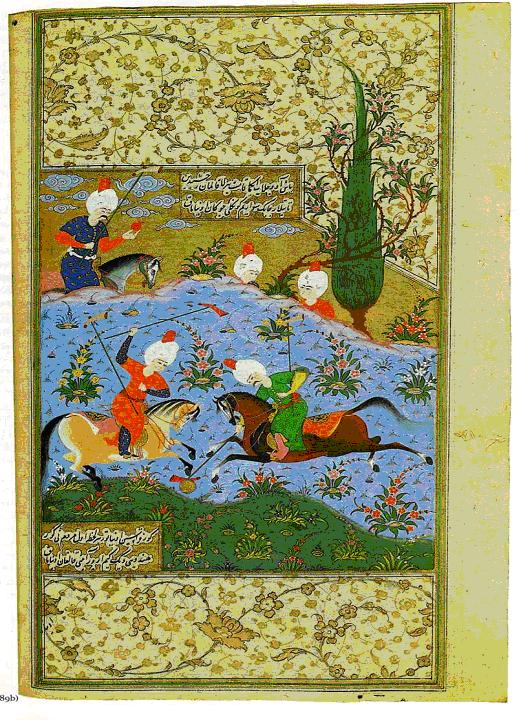
Прикраса арабесками османської мініатюри XVI століття. З бібліотеки Сулеймана Пишного

Під час правління султана Мехмеда II у палаці Топкапи у Стамбулі був створений семінар «Наккашане-і-Рум», який також функціонував як академія для створення ілюмінованих рукописів, що використовувалися як султаном, так і придворними. На початку XVI століття майстерня перських мініатюристів у Гераті була закрита, а її знаменитий художник Бехзад (або Біхзад) вирушив до Тебризу . Після того, як османський султан Селім I у 1514 році на короткий час завоював Тебриз і відправив багато місцевих рукописних книг до Стамбулу, у палаці Топкапи створена «Перська академія живопису».
Зрештою, художники цих двох академій створили дві різні школи живопису: художники з Наккашане-і-Рума спеціалізувалися на документальних книгах, тоді як «перські майстри» демонстрували публіці і певну частину особистого життя правителів (їх портрети та історичні досягнення). В останніх роботах можна зустріти зображення весіль і, особливо, урочистостей обрізання. Серед робіт були також і наукові книги з ботаніки і зоології, алхімії, космографії і астрології, медицини, технічні твори і навіть любовні листи.
Царювання Сулеймана Пишного (1520—1566) і, особливо, Селіма II (1566—1574) у другій половині XVI століття стало «золотим віком» османської мініатюри — у цей період вона досягла свого піку. Наккаш Осман (відомий як Осман-мініатюрист) був найважливішим мініатюрним живописцем того часу, а художник Нігар — найважливішим портретистом епохи. Матракчі Насух був знаменитим художником-мініатюристом за часів правління як Селіма I, так і Сулеймана Пишного: він створив новий жанр живопису під назвою «топографічний живопис». У своїх роботах він зображував міста, порти і замки — причому, без людських фігур — і активно комбінував сцени (у його працях одну сцену можна часто спостерігати з різних точок зору).
За часів правління Селіма II (1566—1574) і Мурада III (1574—1595) був створений класичний стиль османської мініатюри. Відомими мініатюристами цього періоду були Наккаш Осман, Алі Челебі, Молла Касим, Хасан Паша і Лютфі Абдулла. До кінця XVI століття і на початку XVII століття, особливо під час правління султана Ахмеда I, популярними стали окремі мініатюри, що створювалися на окремій сторінці і призначені для зібрання в альбоми. Вони існували і за часів Мурада III, який замовив собі цілий альбом у живописця Веліжана. До XVII сторіччя мініатюрний живопис став популярним серед жителів Стамбула.

## У культурі
- Османським мініатюристам і занепаду мистецтва мініатюри в Османській імперії присвячений роман Орхана Памука «Ім'я мені - Червоний».